# The Bride Screamed Murder
Albums de Melvins
Chicken Switch
(2009) Freak Puke
(2012)
The Bride Screamed Murder du groupe Melvins est un album sorti le 1er juin 2010. Une vidéo a été réalisée pour le titre Electric Flower en octobre 2010.

## Liste des pistes
1. The Water Glass - 4:16
2. Evil New War God - 4:48
3. Pig House - 5:29
4. I'll Finish You Off - 4:57
5. Electric Flower - 3:27
6. Hospital Up - 5:38
7. Inhumanity and Death - 3:03
8. My Generation - 7:39
9. P.G. x 3 - 6:19

## Personnel
- King Buzzo - Guitare, chant
- Dale Crover - Batterie, chant
- Coady Willis - Batterie, chant
- Jarod Warren - Basse, chant